# Boninoleiops kitajimai
Boninoleiops kitajimai là một loài bọ cánh cứng trong họ Cerambycidae.